# Turner County (Georgia)
Das Turner County ist ein County im Bundesstaat Georgia der Vereinigten Staaten. Der Verwaltungssitz (County Seat) ist Ashburn.

## Geographie
Das County liegt im mittleren Süden von Georgia, ist von der Nordgrenze Floridas etwa 120 km entfernt und hat eine Fläche von 751 Quadratkilometern, wovon zehn Quadratkilometer Wasseroberfläche sind, und grenzt im Uhrzeigersinn an folgende Countys: Wilcox County, Ben Hill County, Irwin County, Tift County, Worth County und Crisp County.

## Geschichte
Turner County wurde am 18. August 1905 als 143. County von Georgia aus Teilen des Dooly County, des Irwin County, des Wilcox County und des Worth County gebildet. Benannt wurde es nach Henry Gray Turner, einem Captain der Konföderierten und späterem Mitglied im US-Kongress.

## Demografische Daten
Laut der Volkszählung von 2010 verteilten sich die damaligen 8930 Einwohner auf 3339 bewohnte Haushalte, was einen Schnitt von 2,56 Personen pro Haushalt ergibt. Insgesamt bestehen 3841 Haushalte.
69,1 % der Haushalte waren Familienhaushalte (bestehend aus verheirateten Paaren mit oder ohne Nachkommen bzw. einem Elternteil mit Nachkomme) mit einer durchschnittlichen Größe von 3,10 Personen. In 34,4 % aller Haushalte lebten Kinder unter 18 Jahren sowie in 30,3 % aller Haushalte Personen mit mindestens 65 Jahren.
27,6 % der Bevölkerung waren jünger als 20 Jahre, 24,2 % waren 20 bis 39 Jahre alt, 26,5 % waren 40 bis 59 Jahre alt und 21,7 % waren mindestens 60 Jahre alt. Das mittlere Alter betrug 39 Jahre. 48,8 % der Bevölkerung waren männlich und 51,2 % weiblich.
54,7 % der Bevölkerung bezeichneten sich als Weiße, 41,6 % als Afroamerikaner, 0,3 % als Indianer und 0,4 % als Asian Americans. 2,2 % gaben die Angehörigkeit zu einer anderen Ethnie und 0,7 % zu mehreren Ethnien an. 3,2 % der Bevölkerung bestand aus Hispanics oder Latinos.
Das durchschnittliche Jahreseinkommen pro Haushalt lag bei 34.667 USD, dabei lebten 27,6 % der Bevölkerung unter der Armutsgrenze.

## Orte im Turner County
Orte im Turner County mit Einwohnerzahlen der Volkszählung von 2010:
Cities:
- Ashburn (County Seat) – 4152 Einwohner
- Rebecca – 187 Einwohner
- Sycamore – 711 Einwohner